# Franzenia irrorata
Franzenia irrorata är en insektsart som beskrevs av Peter Esben-Petersen 1929. 
Franzenia irrorata ingår i släktet Franzenia och familjen myrlejonsländor. Inga underarter finns listade i Catalogue of Life.